# Sarah Gustafsson
Sarah Jasmine Susanna Gustafsson (* 9. Juni 1997 in Schweden) ist eine schwedische Schauspielerin.

## Leben und Karriere
Sarah Gustafsson wurde am 9. Juni 1996 in Schweden geboren. Voj 2019 bis 2023 spielte sie in der Fernsehserie Eagles die Hauptrolle. Anschließend war sie 2022 in der Serie En mot en zu sehen. Im selben Jahr bekam sie eine Rolle in Allt som blir kvar Außerdem wurde Gustafsson 2023 für die Serie Barracuda Queens gecastet.

## Filmografie (Auswahl)
- 2019–2023: Eagles
- 2021: Huss – Verbrechen am Fjord (Huss)
- 2022: Allt som blir kvar
- 2022: En mot en
- seit 2023: Barracuda Queens